# Marius Félix Maïsse
Marius Félix Maïsse, né le 17 mars 1756 à Forcalquier, mort le 18 février 1806 dans la même ville, est un homme politique de la Révolution française.

## Biographie

### Mandat à la Convention
La monarchie constitutionnelle mise en application par la constitution du 3 septembre 1791 prend fin à l'issue de la journée du 10 août 1792 : les bataillons de fédérés bretons et marseillais et les insurgés des faubourgs de Paris prennent le palais des Tuileries. Louis XVI est suspendu et incarcéré avec sa famille à la tour du Temple. 
En septembre 1792, Marius Félix Maïsse, alors procureur-syndic de Forcalquier, est élu député du département des Basses-Alpes, le quatrième sur six, à la Convention nationale. 
Il siège sur les bancs de la Gironde. Lors du procès de Louis XVI, il vote la mort, se prononce en faveur de l'appel au peuple mais ne participe pas au dernier appel nominal relatif au sursis à l'exécution de la peine. Le 13 avril 1793, il est absent lors du scrutin sur la mise en accusation de Jean-Paul Marat. Le 28 mai, il vote pour le rétablissement de la Commission des Douze.
Le 3 octobre 1793, à l'issue du rapport de Jean-Pierre-André Amar (député de l'Isère), membre du Comité de sûreté générale, il est décrété d'arrestation, comme son compatriote Louis François Peyre, pour avoir signé la protestation contre les journées du 31 mai et du 2 juin. Lui et les autres protestataires sont libérés et réintégrés à leur poste le 18 frimaire an III (le 8 décembre 1794). 
Le 4 messidor an III (le 22 juin 1795), aux côtés de ses collègues Peyre, Ange Chiappe (député de la Corse), et André Réal (député de l'Isère), il est envoyé en mission auprès de l'armée d'Italie. 

### Mandat aux Cinq-Cents
En vendémiaire an IV (octobre 1795), Marius Félix Maïsse est réélu député et siège au Conseil des Cinq-Cents. Il est tiré au sort pour quitter le Conseil le 1er prairial an V (le 20 mai 1797).  

### Sous le Consulat
Sous le Consulat, Marius Félix Maïsse devient procureur impérial au tribunal de Forcalquier où il meurt en 1806. 